# 布萊恩·唐納荷

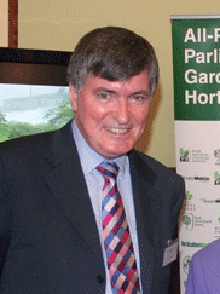

布萊恩·唐納荷（Brian Donohoe，1948年9月10日—）是一位蘇格蘭政治人物，他的黨籍是工黨。在2005年至2015年，他擔任中艾爾郡選區選出的國會議員。他在1992年首次當選國會議員。